# Juha-Pekka Koskinen
Juha-Pekka Koskinen, född 22 december 1968 i Kemijärvi, är en finländsk författare.
Juha-Pekka Koskinen har studerat vid Helsingfors universitet med en filosofi magisterexamen 1995 med bland annat matematik och har också utbildat sig på Jyväskylä universitet.
Han debuterade med romanen Ristin ja raudan tie (Korsets och järnets väg) 2004, en historisk roman om korsriddare som drar till Jerusalem i slutet av 1000-talet, vilken har följts av två andra romaner på samma tema. Han har också skrivit romaner som behandlar religiösa ämnen, novellsamlingar och barn- och ungdomsböcker.